# Twink (gejevski sleng)
Twink je gejevski slengovski izraz, ki se uporablja za opis mladih moških v poznih najstniških letih ali na začetku dvajsetih let. Uporaba izraza je različna, vendar lastnosti, ki se pripisujejo twinkom, ponavadi vključujejo privlačnost, malo ali nič poraščenosti po telesu ali obrazu, suhljato do povprečno telesno grajenost ali videz, mlajši od dejanske kronološke starosti. 

## Etimologija
Izraz twink je bil prvič zabeležen leta 1963 in najbrž izhaja iz starejšega britanskega gejevskega slengovskega izraza twank, kar pomeni »plenjenje homoseksualnega prostituta; moški, pripravljen postati 'partner' vsakega dominantnega moškega.«
Oxfordski slovar pravi, da beseda twink pomeni »homoseksualnega ali poženščenega ali mladeniškega moškega, ki je predmet homoseksualnih poželenj,« in da beseda izvira iz 1970-ih. Izraz je izpeljan iz imena sladice twinkie, ki je pogosto obravnavana kot tipičen junk food: »z malo hranilne vrednosti, sladkega okusa in napolnjena s smetano.« Smetana je eden najbolj znanih s hrano povezanih evfemizmov za spermo. V Queering Pornography: Desiring Youth, Race and Fantasy ter Gay Porn, esejist Zeb J. Tortorici ugotavlja, da gejevska twinkovska pornografija cveti po zaslugi proizvodnje in performance »potrošne in vizualno/analno podredljive moškosti.«
Twink je »zapomljiv zaradi zunanje embalaže«, ne pa njegove »notranje globine«. Definicija twinka se je razširila in oznake (na primer muscle ali femme) ožijo pomen do bolj določene vrste twinka.